# 高元長
高 元長（こう げんちょう、? - 1285年）は、モンゴル帝国（大元ウルス）に仕えた女真人の一人。

## 概要
高元長は初代皇帝チンギス・カンから第2代皇帝オゴデイの時代にかけて活躍した女真人将軍の高鬧児の息子で、1259年（己未）に第4代皇帝モンケの命によって父の地位を継承した。高元長はモンケの弟のクビライの率いる軍団に配属されて鄂州攻めに加わり、モンケの急死によって遠征軍が帰還すると随州に駐屯した。至元2年（1265年）に季陽に移り、至元5年（1268年）からは元帥のアジュ率いる軍団に属し、白河口・新城・鹿門山などの城堡を建設して襄陽の包囲戦に加わった。至元7年（1270年）、季陽軍馬総管とされ、至元10年（1273年）に襄陽城の攻城戦が始まると真っ先に城壁に上がる功績を挙げた。
襄陽が陥落したことにより至元11年（1274年）から南宋領への全面侵攻が始まると、長江を渡り南宋兵300を殺し戦船・鎧仗を奪う功績を挙げて宣武将軍の地位を授けられた｡ 丁家洲の戦いでは孫虎臣率いる軍団と相対して500人余りを殺し、数え切れないほどの戦船・鎧仗を奪取した。その後、夏貴を焦湖の戦いで破り、常州を征服した。南宋の平定後、南宋の皇太后を護送してクビライの下まで至り、それまでの功績によって懐遠大将軍・万戸の地位を授けられた。
至元21年（1284年）、2000の兵を率いてトガンを総司令とする陳朝遠征に加わり、陳朝の世子を大海口に追撃して戦艦を奪う功績を挙げた。至元22年（1285年）には安遠大将軍・季陽万戸府万戸の地位に昇格となったが、同年夏に再び陳朝の世子と三叉口で戦った際に毒矢に当たって戦死した。死後は息子の高メルゲンが地位を継承した。